# Commission des affaires étrangères du Parlement européen
Pour les articles homonymes, voir Commission des affaires étrangères.
La Commission des affaires étrangères du Parlement européen (AFET) est l'une des 22 commissions et sous-commissions du Parlement européen. Elle est, comme son nom l'indique, chargée des affaires étrangères de l'Union européenne pour le Parlement européen.
Elle comprend :
- la sous-commission droits de l'homme (DROI).

Elle comprenait auparavant :
- la sous-commission sécurité et défense (SEDE), devenue une commission de plein exercice.

Elle dispose aussi d'une délégation à l'OTAN.

## Membres

### Législature 2009-2014

#### Première moitié
| Nom                | Position au sein de la commission | Pays    | Groupe politique |
| ------------------ | --------------------------------- | ------- | ---------------- |
| Gabriele Albertini | Président                         | PPE     | Italie           |
| Fiorello Provera   | Vice-président                    | EFD     | Italie           |
| Ioan Mircea Pașcu  | Vice-président                    | S&D     | Roumanie         |
| Dominique Baudis   | Vice-président                    | PPE     | France           |
| Jean-Luc Mélenchon | Vice-président                    | GUE/NLG | France           |

#### Seconde moitié
| Nom               | Position au sein de la commission | Pays | Groupe politique |
| ----------------- | --------------------------------- | ---- | ---------------- |
| Elmar Brok        | Président                         | PPE  | Allemagne        |
| Fiorello Provera  | Vice-présidente                   | EFD  | Italie           |
| Ioan Mircea Pașcu | Vice-président                    | S&D  | Roumanie         |
| Andrey Kovatchev  | Vice-président                    | PPE  | Bulgarie         |
| Pino Arlacchi     | Vice-président                    | S&D  | Italie           |

### Législature 2014-2019
| Nom                    | Position au sein de la commission | Pays    | Groupe politique |
| ---------------------- | --------------------------------- | ------- | ---------------- |
| Elmar Brok             | Président                         | PPE     | Allemagne        |
| Ryszard Antoni Legutko | Vice-président                    | CRE     | Pologne          |
| Javier Couso Permuy    | Vice-président                    | GUE/NGL | Espagne          |
| Ioan Mircea Pașcu      | Vice-président                    | S&D     | Roumanie         |
| Andrej Plenković       | Vice-président                    | PPE     | Croatie          |

### Législature 2019-2024
| Nom                  | Position au sein de la commission | Groupe politique | Pays      |
| -------------------- | --------------------------------- | ---------------- | --------- |
| David McAllister     | Président                         | PPE              | Allemagne |
| Witold Waszczykowski | Premier vice-président            | CRE              | Pologne   |
| Urmas Paet           | Deuxième vice-président           | RE               | Estonie   |
| Sergei Stanishev     | Troisième vice-président          | S&D              | Bulgarie  |
| Željana Zovko        | Quatrième vice-président          | PPE              | Croatie   |

### Législature 2024-2029
| Nom               | Position au sein de la commission | Groupe politique | Pays      |
| ----------------- | --------------------------------- | ---------------- | --------- |
| David McAllister  | Président                         | PPE              | Allemagne |
| Hana Jalloul Muro | Première vice-présidente          | S&D              | Espagne   |
| Urmas Paet        | Deuxième vice-président           | RE               | Estonie   |
| Alberico Gambino  | Troisième vice-président          | CRE              | Italie    |
| Ioan-Rareş Bogdan | Quatrième vice-président          | PPE              | Roumanie  |